# Крістіна Магнусон
Крістіна Луїза Гелена фру Магнусон (швед. Prinsessan Christina Louise Helena, fru Magnuson, нар. 3 серпня 1943, Стокгольм) — шведська принцеса, молодша донька принца Густава, герцога Вестерботтенського і принцеси Сибілли Саксен-Кобург-Готської. Одна з чотирьох старших сестер короля Карла XVI Густава.

## Життєпис

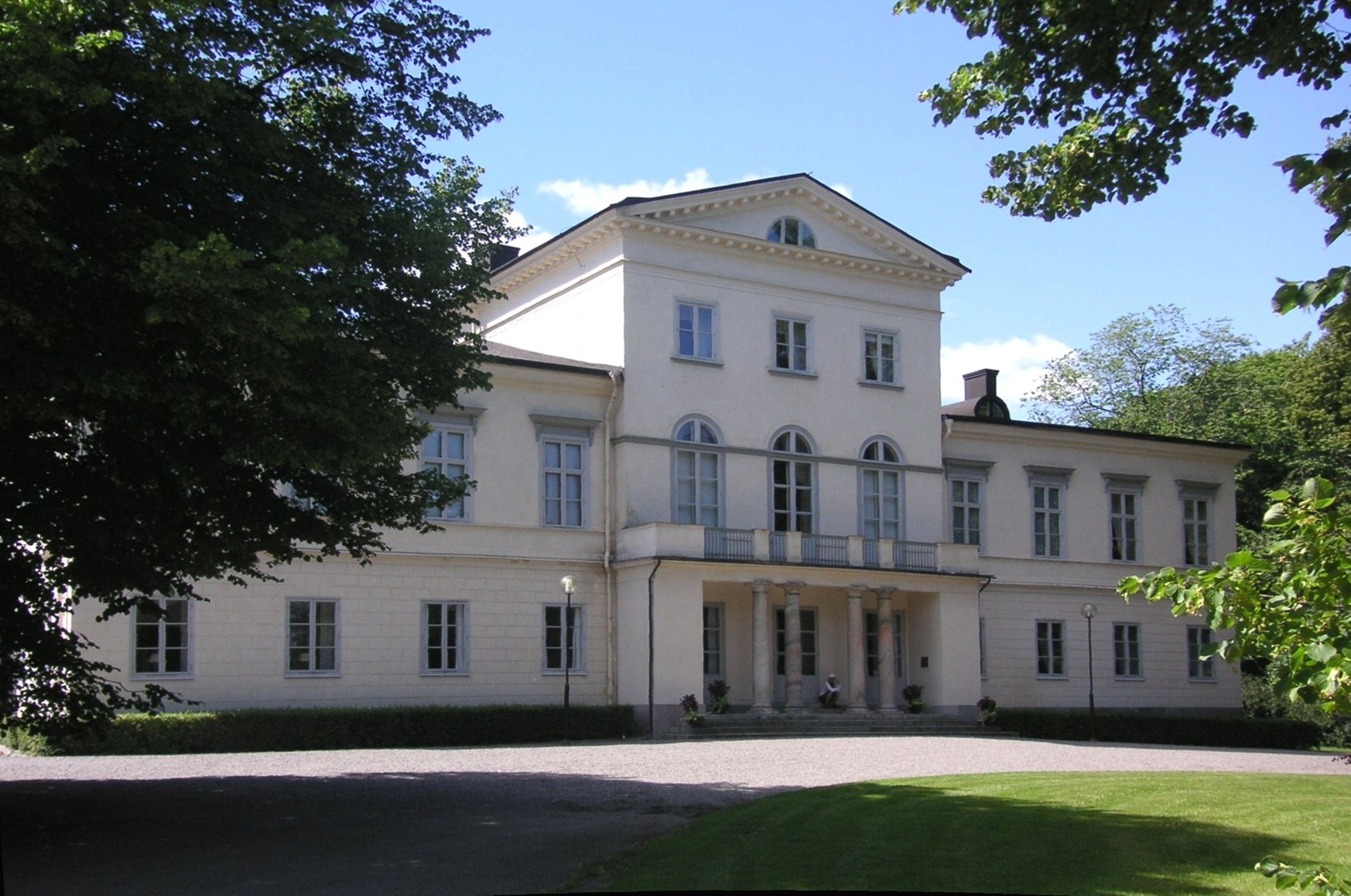
Палац Хага — парадний фасад.

Принцеса Крістіна Луїза Гелена народилася 3 серпня 1943 року в палаці Хага поблизу Стокгольма, ставши четвертою дочкою принца Густава, герцога Вестерботтенського, і принцеси Сибілли Саксен-Кобург-Готської. На той момент в родині вже було троє доньок: Маргарета (нар.. 1934), Біргітта (нар.. 1937) і Дезіре (нар.. 1938). У 1946 році у них з'явився брат — майбутній король Карл XVI Густав. Принцеса, як і її сестри, народилася в палаці Хага і їх з дитинства називали принцесами Хага.
У 1947 році батько принцеси загинув в авіаційній катастрофі.
У 1961 році принцеса зустріла на обіді в Стокгольмі Торда Йеста Магнусона (нар. 7 квітня 1941), сина Леннарта Магнусон і Герди КлеммІнг. Заручини відбулися 1 лютого 1974 року.
Одружилися 15 червня 1974 року в Палацовій церкві Королівського палацу в Стокгольмі. На принцесі була Коннаутська тіара — спадок її бабусі, британської принцеси Маргарити, весільна сукня от кутюр, зроблена Стокгольмською швейною фабрикою. Подарунком від короля і королеви Швеції стала діамантова тіара королеви Софії. У 2013 році тіару та інші коштовності принцеси вкрав друг її чоловіка. Тіару він викинув у річку, а решту продав. Вона так і не була знайдена.
В результаті нерівного шлюбу принцеса втратила свій титул «Її Королівська Високість» і після шлюбу відома як «Принцеса Крістіна, фру Магнусон» з титулом «Її Превосходительство», як Лицарка Ордена Слона 1-го класу. У шлюбі з Тордом народила трьох синів, які не можуть успадковувати шведський трон:
- Карл Густав Віктор Магнусон (нар.. 8 серпня 1975) — з 2013 року в шлюбі з Вікі Елізабет Андрен (нар. 25 січня 1983), мають дочку Дезіре Ельфріду Крістіну Магнусон (нар. 11 липня 2014);
- Торд Оскар Фредерік Магнусон (нар.. 20 червня 1977) — дизайнер окулярів,[5] у 2011 році одружився з Еммою Емелі Шарлоттою Ледент (нар. 18 квітня 1981), мають двох синів — Альберта (нар. 10 лютого 2013) і Генрі (нар. 16 жовтня 2015);
- Віктор Едмунд Леннарт Магнусон (нар.. 10 вересня 1980) — з травня 2017 року в шлюбі з Фрідою Луїзою Бергстрем (нар. 18 лютого 1980), мають двох синів — Едмунда (нар. 11 грудня 2012) і Сігварда (нар. 25 серпня 2015).

У 1972 році померла її мати, принцеса Сибілла. Між 1972 і 1976 роками принцеса Крістіна виконувала обов'язки першої леді країни.
Принцеса проживає разом з чоловіком і дітьми в Стокгольмі. Її сім'я бере участь у всіх сімейних заходах шведської королівської сім'ї, іноді з чоловіком присутні на врученні Нобелівської премії. Крістіна була головою Шведського Червоного хреста протягом 9-и років. Була присутня на весіллях своїх племінниць кронпринцеси Вікторії і принцеси Мадлен у 2010 і 2013 роках, а також на хрестинах принцеси Леонор у 2014 році.

## Нагороди
- Дама Ордену Серафимів (Швеція)[6];

Герб принцеси Крістіни 1943—1974.

- Королівський сімейний орден короля Карла XVI Густава (1973);
- Ювілейна медаль Його Величності короля Карла XVI Густава (30 квітня 1996);
- Пам'ятна медаль Діамантового ювілею короля Карла XVI Густава (15 вересня 2013)[7];
- Пам'ятна медаль до 70-річчя короля Швеції Карла XVI Густава (30 квітня 2016)
- Лицарка Ордена Слона (Данія — 16 січня 1973);
- Великий Хрест Ордена «За заслуги перед Федеративною Республікою Німеччина» (Німеччина—2003)[8];
- Великий Хрест Ордена Ісландського сокола (Ісландія — 16 вересня 1985)[9];
- Великий Хрест Ордена Христа (Португалія 15 травня 1991)[10];
- Лицар Великого Хреста Ордена «За заслуги перед Італійською Республікою» (5 травня 1998)[11];
- Великий Хрест Ордена Святого Олафа (Норвегія — 1992);
- Великий Хрест Ордена Дорогоцінніої Корони (Японія — 2000)[12];
- Командорка Ордена Почесного легіону (Франція — 15 липня 2004)[13]